# ラブ・ショック
「ラブ・ショック」は、1977年7月1日にCBS・ソニーから発売された川﨑麻世のデビュー・シングル。
当時のキャッチコピーは「ハートアタッカー」。

## 収録曲
全曲作詞：石原信一　作曲・編曲：筒美京平
1. ラブ・ショック
2. オーロラ